# João Magalhães (político)
João Lúcio Magalhães Bifano (Matipó, 6 de fevereiro de 1960), mais conhecido como João Magalhães, é um político brasileiro, filiado ao MDB. Ocupa o cargo de deputado estadual na Legislatura 2023/27 da Assembleia Legislativa de Minas Gerais (ALMG).

## Carreira politica
Cumpriu cinco mandatos consecutivos como deputado federal. No primeiro deles, assumiu como suplente, em 1996, e foi efetivado em janeiro de 1997. Permanecendo na Câmara dos Deputados até 2015.
Nas eleições de 2014, conquistou uma vaga como deputado estadual na Assembleia Legislativa de Minas Gerais, sendo reeleito em 2018 e 2022.
Em 2023, assumiu o posto de líder do governo na ALMG, após indicação do Governador Romeu Zema.

## Controvérsias
O nome do deputado esteve envolvido em grandes escândalos, como as investigações da Escândalo dos Sanguessugas, desencadeada para apurar o superfaturamento na compra de ambulâncias, em 2006, e ainda a Operação João de Barro, desencadeada pela Polícia Federal em junho de 2008, para estancar um desvio de R$ 700 milhões do Orçamento.
Réu no Supremo Tribunal Federal (STF) por corrupção passiva, e alvo de outros três inquéritos por tráfico de influência, crimes contra o sistema financeiro e a lei de licitações, quase todos envolvendo denúncias do Ministério Público de venda de emendas parlamentares. Após se eleger como deputado estadual em 2014, seus processos e inquéritos criminais que tramitavam no STF foram enviados para a primeira instância.

Em junho de 2024, uma sentença da Justiça Federal determinou sua prisão, pagamento de multa e perda de cargo público. Magalhães foi acusado de participar de um esquema de propina com prefeitos para destinar emendas parlamentares quando era deputado federal, em 2007. Cabe recurso a decisão, e os acusados podem responder em liberdade. Mesmo após a sentença, o Governador Romeu Zema optou por manter o parlamentar como líder do governo na ALMG.